# Левайс (Вісконсин)
Левайс (англ. Levis) — місто (англ. town) в США, в окрузі Кларк штату Вісконсин. Населення — 437 осіб (2020).

## Демографія
Згідно з переписом 2010 року, у місті мешкали 492 особи в 196 домогосподарствах у складі 135 родин. Було 304 помешкання
Расовий склад населення:
| - 90,4 % — білих - 7,7 % — корінних американців - 0,8 % — чорних або афроамериканців |

До двох чи більше рас належало 1,0 %. Частка іспаномовних становила 1,6 % від усіх жителів.
За віковим діапазоном населення розподілялося таким чином: 23,0 % — особи молодші 18 років, 61,1 % — особи у віці 18—64 років, 15,9 % — особи у віці 65 років та старші. Медіана віку мешканця становила 46,0 року. На 100 осіб жіночої статі у місті припадало 113,0 чоловіків;  на 100 жінок у віці від 18 років та старших — 115,3 чоловіків також старших 18 років.
Середній дохід на одне домашнє господарство  становив 50 807 доларів США (медіана — 39 500), а середній дохід на одну сім'ю — 49 884 долари (медіана — 40 625). Медіана доходів становила 42 344 долари для чоловіків та 31 563 долари для жінок. За межею бідності перебувало 22,3 % осіб, у тому числі 49,3 % дітей у віці до 18 років та 12,9 % осіб у віці 65 років та старших.
Цивільне працевлаштоване населення становило 196 осіб. Основні галузі зайнятості: освіта, охорона здоров'я та соціальна допомога — 20,4 %, виробництво — 15,3 %, мистецтво, розваги та відпочинок — 13,3 %, роздрібна торгівля — 12,8 %.